# Philémon Yang
Philémon Yunji Yang (Jiketem-Oku, 14 giugno 1947) è un politico camerunese, presidente dell'Assemblea generale delle Nazioni Unite dal 10 settembre 2024.
Dal 30 giugno 2009 al 4 gennaio 2019 è stato Primo ministro del Camerun; precedentemente ha ricoperto la carica di assistente del Segretario Generale alla Presidenza della Repubblica del Camerun con grado di ministro dal 2004 al 2009. Dal 1984 al 2004 è stato ambasciatore del Camerun in Canada.

## Carriera
Ha studiato all'università di Yaoundé ed nel gennaio 1975 è diventato pubblico ministero presso la corte d'appello di Buéa. Il 23 ottobre 1984 viene nominato ambasciatore in Canada (la sua carica, dopo l'ingresso del Camerun nel Commonwealth nel 1995, è mutata in alto commissario). Per quasi dieci hanno è stato il decano del corpo diplomatico in Canada.

Il 17 dicembre 2004 ha lasciato il Canada per tornare in patria e ricoprire la carica di Assistente Segretario Generale alla Presidenza della Repubblica. Nel dicembre 2008 è stato anche nominato presidente del consiglio d'amministrazione della Cameroon Airlines Corporation.

Il 30 giugno 2009 il presidente Paul Biya lo ha nominato Primo ministro al posto di Ephraïm Inoni. Nel marzo 2024, Philémon Yang viene designato candidato africano alla presidenza della 79ª sessione dell'Assemblea generale delle Nazioni Unite.